# Jonathan Hall
Jonathan Hall (Wollongong, 8 de octubre de 1972) es un deportista australiano que compitió en duatlón. Ganó dos medallas en el Campeonato Mundial de Duatlón, oro en 1997 y plata en 2003.

## Palmarés internacional
| Campeonato Mundial | Campeonato Mundial | Campeonato Mundial | Campeonato Mundial |
| Año                | Lugar              | Medalla            | Prueba             |
| ------------------ | ------------------ | ------------------ | ------------------ |
| 1997               | Guernica (España)  | Medalla de oro     | Individual         |
| 2003               | Affoltern (Suiza)  | Medalla de plata   | Individual         |